# Dinas Powys
Dinas Powys je velká vesnice v hrabství Vale of Glamorgan v jižním Walesu. Její název pochází ze stejnojmenného hradiště z doby železné. Nachází se devět kilometrů jihozápadně od centra hlavního města Walesu Cardiffu a prochází tudy silnice A4055 vedoucí z Cardiffu do Barry. Velká část obyvatel Dinas Powys dojíždí za prací v obchodu a průmyslu do Cardiffu
Přestože bylo k vesnici ve druhé polovině dvacátého století přistavěno několik bytových částí, vesnice má stále venkovskou atmosféru a je zde zachována velká náves s centrem, kde se nachází pošta, několik malých obchodů, restaurací a společenských zařízení. Mezi služby zde patří například lékaři a veterináři. Podle posledních sčítání obyvatel zde žije 8800 obyvatel, čímž se Dinas Powys stal pátou největší osadou v hrabství Vale of Glamorgan.